# Місячне затемнення 28 жовтня 2023 року
У суботу, 28 жовтня 2023 року, відбудеться часткове місячне затемнення.

## Видимість
Воно буде повністю видиме над Європою та більшою частиною Азії та Африки, буде видно підйом над крайньою східною Америкою та захід над Австралією.
|                 |
| Карта видимості |

## Пов'язані затемнення

### Затемнення 2023 року
- Гібридне сонячне затемнення 20 квітня.
- Напівтіньове місячне затемнення 5 травня.
- Кільцеподібне сонячне затемнення 14 жовтня.
- Часткове місячне затемнення 28 жовтня.

### Цикл Саросу
Це затемнення є частиною 146 циклу Саросу.

### Цикл Метона
Це затемнення є останнім із чотирьох місячних затемнень Метонового циклу, що відбуваються в одну дату, 28–29 жовтня, кожне з яких на відстані часу 19 років.

### Напівсаросський цикл
Місячне затемнення передуватиме сонячним затемненням через 9 років і 5,5 днів (половина сароса). Це місячне затемнення пов'язане з двома частковими сонячними затемненнями Саросу 153.
| 23 жовтня 2014 р | 3 листопада 2032 р |
| ---------------- | ------------------ |
|                  |                    |